# Mimotrysimia albomaculata
Mimotrysimia albomaculata är en skalbaggsart som beskrevs av Stefan von Breuning 1948. Mimotrysimia albomaculata ingår i släktet Mimotrysimia och familjen långhorningar. Inga underarter finns listade i Catalogue of Life.